# Madhuvanahalli, Kollegal
Madhuvanahalli là một làng thuộc tehsil Kollegal, huyện Chamarajanagar, bang Karnataka, Ấn Độ.